# Ram Mohan Roy

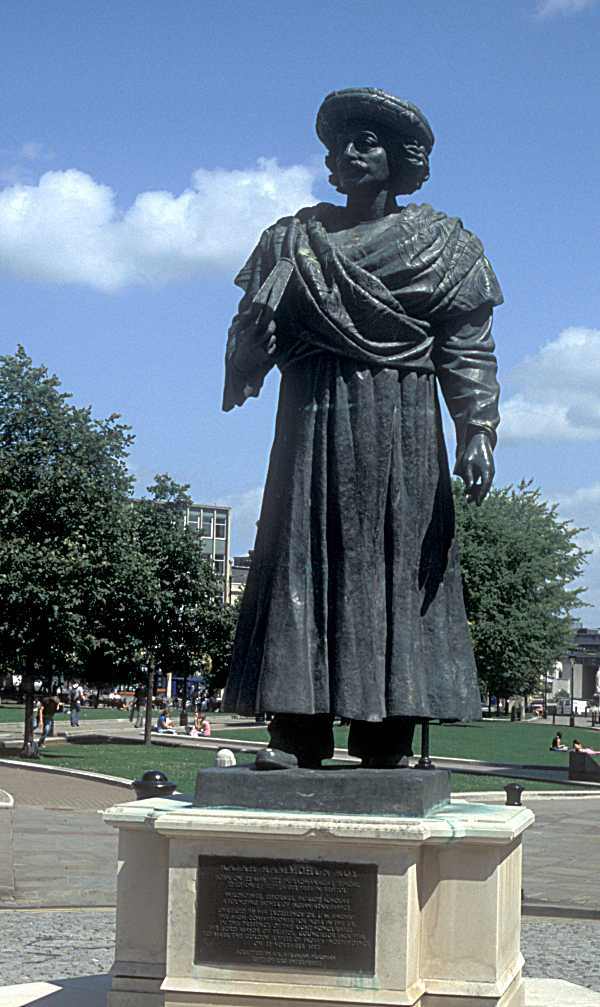
Pomnik Ram Mohana Roja w College Green, w Bristolu

Rammohan Ray (także Rammohan Roy, bengali রাজা রামমোহন রায় Radźa Rammohon Raj, dewanagari राजा राममोहन राय, trl. Rājā Rāmmohan Rāy, ang. Ram Mohan Roy) (ur. 22 maja 1772 w Radhanagar w Bengalu, zm. 27 września 1833 w Stapleton, Bristol) – indyjski pisarz, publicysta, reformator społeczny i religijny, nazywany Ojcem Indii nowożytnych oraz Ojcem renesansu bengalskiego. Twórca ruchu Brahmo Samadź (Stowarzyszenie wyznawców Brahmana).
Pochodził z ortodoksyjnej rodziny bramińskiej. 
Raj to skrót od tytułu mongolskiego Raya Rayan, który otrzymał jego pradziadek za służbę pod nawabem Bengalu.
Władał biegle arabskim, angielskim, perskim, sanskrytem, bengalskim, łaciną, greką i hebrajskim.
Dzięki intensywnym i długotrwałym studiom posiadł gruntowną wiedzę na temat islamu, chrześcijaństwa, zoroastryzmu i buddyzmu. Łącząc ją z wisznuizmem i śiwaizmem stworzył własny, oryginalny system religijno-filozoficzny. Zakładał on istnienie jednego i tego samego, Wiecznego, Niezmierzonego i Nieosiągalnego Bytu. Wykluczał kult posągów oraz wizerunków bóstw. Postulował oczyszczenie hinduizmu ze wszelkich form politeizmu.
W 1828 lub 1829 roku w Kalkucie, Mohan Roy założył – opierając się na wspomnianych ideach – stowarzyszenie Brahma Samadź, które do dzisiaj odgrywa ważną rolę w życiu społecznym i religijnym Indii.
W swoich pismach przeciwstawiał się małżeństwom dzieci, sati, bałwochwalstwu. Krytykował również system kastowy, opowiadając się jednocześnie za edukacją kobiet.
Był pierwszym Indusem, który opublikował (w języku angielskim) swoje refleksje na temat Brytyjczyków i ich miejsca w indyjskim społeczeństwie, a także najprawdopodobniej pierwszym hindusem, który na określenie swojej religii użył angielskiego słowa hinduism.
Jest również uznawany za założyciela prasy w języku bengalskim (Samćar Darpan).
Jego osiągnięcia zostały docenione w Europie. W 1824 otrzymał honorowe członkostwo Francuskiego Towarzystwa Azjatyckiego.

## Twórczość
- Abridgement of the Vedanta (1816)
- A Defence of Hindoo Theism (1817)[6]
- A Second Conferences (1820)
- The Precepts of Jesus:The Guide to Peace and Happiness (1820)[7]
- Appeals to the Christian Public (1820 - 1823)
- Brief remarks regarding modern encroachments on the ancient rights of females (1822)[8]
- subkomentarze do Upaniszadów Kena i Mundaka